# Bruno Melnis
Bruno Melnis (Riga, 21 de enero de 2004) es un futbolista letón que juega en la demarcación de delantero para el FK Liepāja de la Virslīga.

## Selección nacional
Tras jugar en las categorías inferiores de la selección, finalmente hizo su debut con la selección absoluta de Letonia el 7 de junio contra Azerbaiyán en un partido amistoso que finalizó con un resultado de empate a cero.

## Clubes
| Club       | País    | Año       | Partidos | Goles |
| ---------- | ------- | --------- | -------- | ----- |
| FK Metta   | Letonia | 2020-2024 | 113      | 23    |
| FK Liepāja | Letonia | 2025-     | 25       | 8     |